# 윤이·이초의 옥사
윤이 이초 사건 또는 윤이 이초의 옥사는 1390년(고려 공양왕 2년) 고려의 무신 윤이(尹彛)·이초(李初)가 명나라에 찾아가 주원장에게 이성계가 명나라를 치려 한다고 한 사건이다. 이성계의 측근인 정도전이 명나라에 가 무고임을 해명하고 돌아와 이색, 우현보 일파까지 엮어서 제거한 사건이다. 이초의 난, 윤이 이초의 무고 사건으로도 부른다.

## 개요
1390년 정5품의 무관 중랑장인 이초와 윤이는 이성계 일파의 정변 기도를 감지하고 함께 명나라로 건너가 명나라 황제 주원장에게 호소하여 명나라의 힘을 빌려 시중 이성계를 없애기 위하여 모의를 하고 하였다.
연경에 건너간 윤이와 이초는 명나라 태조에게 이성계와 정도전 등이 군사를 일으켜 명나라를 치려한다고 거짓으로 고하였다. 또한 이를 반대한 이색 등을 살해하고, 전판삼사사(前判三司事) 우현보(禹玄寶) 등은 감금, 유배하였다고 거짓으로 알렸다. 함께 사신으로 명나라에 머물던 동지밀직사사 조반이 급히 귀국, 이 사실을 조정에 알리자, 1390년 이성계 등은 사람을 보내 윤이와 이초를 잡아들였다.

## 파장
1390년 이성계는 정도전을 성절사 겸 변무사(聖節使兼辨誣使)로 명나라에 가서 윤이·이초의 주장이 거짓이라며 해명하고 돌아왔으며 바로 정도전을 동판도평의사사사 겸 성균관 대사성에 임명한다.
이성계와 정도전은 이를 계기로 이색, 우현보 일파를 제거할 계획을 꾸민다. 그리고 목은 이색, 도은 이숭인, 양촌 권근, 인재 이종학, 우현보 등 고려 유신 10여명을 잡아들여 청주 옥사에 하옥하는 청주옥사가 일어났다. 그밖에 왕족인 남평군, 수연군 규(壽延君珪)·영원군 기(寧原君琦) 역시 투옥당한다.
이성계와 정도전의 수하들은 청주 옥사에 갇힌 이들을 암살하려 했으나 실패한다.

## 홍수
이 무렵 청주지방에는 집중호우가 쏟아져, 청주성의 민가와 옥사가 침수되었다. 이색 등 옥에 갇혀 있던 신하들은 객사 앞에 서 있는 은행나무인 압각수로 올라가 홍수를 피하였다.
이 소식을 들은 공양왕은 이색 등이 죄가 없음을 하늘이 증명하는 것이라 하며 이들을 석방시켰다. 후일 이색 등이 올라가 피신한 은행나무는 충청북도 기념물 제5호로 지정되었다. 은행나무 앞에는 양촌 권근이 옥에서 풀려난 후 지었다는 시비가 건립되었다.